# Macrosphyra brachysiphon
Macrosphyra brachysiphon är en måreväxtart som beskrevs av Herbert Fuller Wernham. Macrosphyra brachysiphon ingår i släktet Macrosphyra och familjen måreväxter. Inga underarter finns listade i Catalogue of Life.